# Eishockey-Oberliga 1961/62
Die Saison 1961/62 der Eishockey-Oberliga war die vierte Spielzeit der Liga als zweithöchste deutsche Eishockeyspielklasse unter der Bundesliga. Der Meister EV Landshut verlor in den Relegationsspielen gegen den Letzten der Bundesliga, den TuS Eintracht Dortmund, und blieb somit in der Oberliga. Der letztplatzierte Berliner Schlittschuhclub gewann hingegen die Relegation gegen den Gruppenliga-Meister EV Pfronten.

## Teilnehmer
Die Liga wurde auf zwölf Mannschaften aufgestockt. Dadurch verblieb der Tabellenletzte Kölner EK in der Liga, der EC Oberstdorf stieg als Zweiter der Aufstiegsrunde zusätzlich zu Eintracht Frankfurt, Sieger der Runde, auf. 
- VfL Bad Nauheim (Absteiger)
- Berliner Schlittschuhclub
- Düsseldorfer EG
- Eintracht Frankfurt (Neuling)
- Kölner EK
- EV Landsberg
- EV Landshut
- TEV Miesbach
- SG Nürnberg
- EC Oberstdorf (Neuling)
- ERC Sonthofen
- SC Ziegelwies

## Modus
Wie im Vorjahr spielten die teilnehmenden Mannschaften eine Einfachrunde aus, sodass jeder Verein jeweils ein Heim- und ein Auswärtsspiel gegen alle anderen Mannschaften bestritt. Der Oberligameister hatte am Ende der Spielzeit in einer Relegationsrunde gegen den Letzten der Bundesliga die Chance, in die höchste Spielklasse aufzusteigen. Der Letztplatzierte musste hingegen in einer Relegationsrunde gegen den Meister der neu eingeführten Gruppenliga um seinen Platz in der Oberliga spielen.

## Abschlusstabelle
|     |                           | Sp | S  | U | N  | Tore    | Punkte |
| --- | ------------------------- | -- | -- | - | -- | ------- | ------ |
| 01. | EV Landshut               | 22 | 16 | 4 | 02 | 153:063 | 36:08  |
| 02. | VfL Bad Nauheim           | 22 | 15 | 2 | 05 | 125:081 | 32:12  |
| 03. | SG Nürnberg               | 22 | 12 | 3 | 07 | 110:088 | 27:17  |
| 04. | ERC Sonthofen             | 22 | 10 | 3 | 09 | 103:088 | 23:21  |
| 05. | EC Oberstdorf             | 22 | 10 | 2 | 10 | 098:106 | 22:22  |
| 06. | TEV Miesbach              | 22 | 08 | 6 | 08 | 083:093 | 22:22  |
| 07. | SC Ziegelwies             | 22 | 10 | 1 | 11 | 087:085 | 21:23  |
| 08. | Eintracht Frankfurt       | 22 | 09 | 2 | 11 | 087:095 | 20:24  |
| 09. | EV Landsberg              | 22 | 08 | 3 | 11 | 076:095 | 19:25  |
| 10. | Düsseldorfer EG           | 22 | 08 | 2 | 12 | 091:107 | 18:26  |
| 11. | Kölner EK                 | 22 | 7  | 3 | 12 | 087:112 | 17:27  |
| 12. | Berliner Schlittschuhclub | 22 | 03 | 3 | 16 | 069:157 | 09:35  |

Abkürzungen: Sp = Spiele, S = Siege, U = Unentschieden, N = Niederlagen.

Erläuterungen: Relegation zur Bundesliga, Relegation mit Gruppenliga.

## Relegation zur Oberliga
|                           |             | Serie | Spiel 1 | Spiel 2 |
| ------------------------- | ----------- | ----- | ------- | ------- |
| Berliner Schlittschuhclub | EV Pfronten | 12:7  | 7:4     | 5:3     |

Damit blieb der Berliner Schlittschuhclub in der Eishockey-Oberliga.